# Таня Гроттер и пенсне Ноя
Таня Гроттер и пенсне Ноя — седьмая книга серии «Таня Гроттер», выпущенная издательством ЭКСМО в 2003 году. Автором серии является писатель-фантаст Дмитрий Емец.

## Содержание
Генка Бульонов применяет старинное темное заклятие. Этим он пробуждает в себе магические способности, но одновременно призывает из Потустороннего мира волшебницу Чуму-дель-Торт. Она может управлять его телом, подавляя его сознание.
Генку забирают в Тибидохс.
Гурий Пуппер вызывает Ваньку Валялкина на магическую дуэль. Высоко над океаном Ванька сжигает искрой метлу Пуппера, и тот падает вниз. Все считают Ваньку убийцей и Магщество Продрыглых Магций хочет посадить его в магическую тюрьму Дубодам. Чтобы избежать наказания, Ванька отправляется в мир лопухоидов к Нинель и Герману Дурневым и скрывается у них в доме.
Жора Жикин находит небольшое стеклышко, которое оказывается осколком магического пенсне Ноя, позволяющего увидеть суть всего сущего.
Ваньку обманом заставляют прилететь в Дубодам и сдаться. Его бросают в темницу.
Чума-дель-Торт в теле Генки предлагает Тане Гроттер сделку, скрепленную магической клятвой — Чума поможет ей пройти в Дубодам и спасти Ваньку, а Таня взамен отдаст ей своё тело. Вытащить душу Ваньки из Дубодама можно только с помощью жезла «Похититель душ», который забирает душу, если коснуться его концом груди.
Чума предупреждает Таню о том, что невозможно в Дубодаме — вернуться туда, откуда ты пришел и поднять то, что уронил.
Вместе с Баб-Ягуном Таня летит в Дубодам. Преодолев череду препятствий, они добираются до Ваньки, но не могут освободить его без специального заклинания.
Таня роняет на пол осколок стекла, и он превращается в целое пенсне Ноя. Она видит истинную сущность жезла и Чумы и понимает, что та лгала ей. Чуму убивает нарушенная ею магическая клятва. Таню и Ягуна хватают стражники Дубодама де менты.
Преподаватели Тибидохса мчатся в Дубодам, взяв с собой дракона.
Малюта Скуратофф просит Германа Дурнева, как Повелителя вампиров, прилететь в Трансильванию и избавить её жителей от галеры демонов — воздушного корабля. На её борту Герман обнаруживает Гурия Пуппера, который вызвал её, когда падал в океан, но теперь не может очнуться.
На площади перед Дубодамом де менты и Магщество сражаются с тибидохцами. Наконец приходит известие, что Пуппер жив. С помощью пенсне Ноя Таня вынуждает Бессмертника Кощеева сказать ей заклинание освобождения из Дубодама, и Ванька выходит на свободу.

## Основные персонажи
- Таня Гроттер
- Баб-Ягун
- Ванька Валялкин
- Гурий Пуппер
- Нинель и Герман Дурневы
- Сарданапал Черноморов
- Генка Бульонов
- Чума-дель-Торт

## Создание

### Редакция
- Ответственный редактор — О. Рубис
- Редактор — Т. Другова
- Оформление — В. Щербаков
- Компьютерная верстка — Л. Косарева
- Корректоры — Т. Пикула, Н. Сгибнева
- Технический редактор — О. Куликова

### Сходство с «Гарри Поттером»
- Как и в предыдущих книгах серии, в этой книге фигурирует Гурий Пуппер, являющийся пародией на главного героя романов Джоан Роулинг. Его внешность и привычки соответствуют чертам Гарри Поттера(метла, очки, плащ-невидимка)
- Магическая тюрьма, в книгах Емца называемая Дубодам — пародия на Азкабан — магическую тюрьму Роулинг. «Английское» название Дубодама — Аздуран — практически идентично оригинальному названию.
- Стражи Дубодама де менты — пародия на дементоров Азкабана. Они описываются схоже, а также упоминается «Поцелуй де мента».

## Отзывы критики
Отмечалось, что седьмая книга сериала похожа на предыдущие своим невысоким художественным уровнем, мало соответствует заявленному автором намерению внести серьёзные сюжетные повороты, но имеет стабильную читательскую аудиторию.